# Acomys seurati
Acomys seurati е вид бозайник от семейство Мишкови (Muridae).

## Разпространение
Видът е разпространен в Алжир.